# Margarethe Lenore Selenka
Margarethe Lenore Selenka-Heinemann foi zoóloga, antropóloga, feminista e pacifista alemã. Ela fez pesquisas sobre macacos e liderou expedições científicas às Índias Orientais Holandesas.

## Vida pregressa
Selenka nasceu como Margarethe Heinemann, filha de um comerciante. Em 1886 ela se casou com o escritor Ferdinand Neubürger, mas o casamento terminou em divórcio alguns anos depois. Em 1893 ela se casou novamente com Emil Selenka, professor de zoologia na Universidade de Erlangen, que era viúvo de sua irmã. Sob a influência de Selenka, ela começou a estudar paleontologia, antropologia, zoologia e tornou-se sua assistente. Em 1892, ela participou de uma expedição científica ao Ceilão, Japão, China e Índias Orientais Holandesas, cuja viagem foi liderada por seu marido. Quando Emil Selenka ficou gravemente doente durante sua estada nas Índias Orientais Holandesas e teve que retornar à Alemanha, ela continuou o seu trabalho, passando alguns meses explorando as selvas de Bornéu para estudar macacos. De volta à Alemanha, o casal escreveu um relatório sobre suas viagens intitulado Sonnige Welten: Ostasiatische Reiseskizzen (Mundos ensolarados: esboços de viagem do Leste Asiático).

## Feminismo
Os Selenkas se mudaram para Munique em 1895. Aqui Margarethe se tornaria professora na Universidade de Munique. Fez amizade com as feministas Anita Augspurg e Lida Gustava Heymann e se envolveu no movimento feminista-pacifista alemão, que associava a violência doméstica contra as mulheres à tendência dos países à guerra. Juntamente com Augspurg, que foi a primeira advogada profissional da Alemanha, Selenka fez campanha pelo sufrágio feminino e pela igualdade legal de gênero no Império Alemão. Tornou-se membro da Verband fortschrittlicher Frauenvereine (Associação de Clubes de Mulheres Progressistas), organização feminista alemã considerada radical na época. Selenka também era um pacifista que acreditava que guerras futuras poderiam ser evitadas pelo diálogo e pelo estabelecimento de leis internacionais. Em 1899 ela foi a principal organizadora de uma manifestação pacifista internacional.

## Trabalho antropológico
Enquanto isso, o trabalho científico dos Selenkas continuou. Eles ficaram intrigados com a descoberta de Eugène Dubois dos fósseis do homem de Java (Homo erectus) em Trinil em 1891. Dubois afirmou ter descoberto o "elo perdido" evolucionário entre macacos e humanos. No entanto, nem todos os cientistas concordaram e o debate foi dificultado pela recusa de Dubois em mostrar aos outros seus fósseis. Emil Selenka decidiu organizar uma expedição a Java para encontrar mais evidências. No entanto, ele morreu em 1902, deixando a tarefa para sua esposa. Margarethe Selenka continuou o trabalho e a expedição ocorreu durante 1907 e 1908. Não obteve sucesso em descobrir mais fósseis do homem de Java em Trinil, mas contribuiu para a estratigrafia regional e muitos fósseis de mamíferos do Pleistoceno foram encontrados. O relatório foi supervisionado por Selenka e pelo geólogo Max Blanckenhorn e foi elogiado internacionalmente por sua precisão. Muitas das reações positivas vieram de opositores das ideias de Dubois, como o anatomista britânico Arthur Keith, que viu o relatório como uma prova contra Dubois. No final do século XX, o relatório foi citado pelos criacionistas porque afirma que um molar humano foi encontrado durante as escavações em Trinil. Os criacionistas veem isso como prova de que os humanos modernos viveram ao mesmo tempo que os homens de Java, excluindo assim a possibilidade de que o homem de Java possa ser um ancestral direto dos humanos.

## Conferência de paz
Em 1904, Selenka representou o VfFV na conferência internacional de paz em Boston. Após uma disputa com Augspurg e Heymann, ela deixou o VfFV e se juntou ao rival Bund für Mutterschutz und Sexualreform (BfMS), (Federação para Proteção à Maternidade e Reforma Sexual), fundado por sua amiga Helene Stöcker. Em 1915, ela participou de uma conferência internacional de paz em Haia, iniciada pelo Czar Nicolau II em um esforço para parar a Primeira Guerra Mundial. Como outros ativistas pacifistas, Selenka foi colocada em prisão domiciliar pelo governo alemão.

## Obras
- Selenka, Emil; Selenka, Lenore (1905). Sonnige Welten: Ostasiatische Reiseskizzen [Sunny worlds: East Asian travel sketches] (em alemão). [S.l.]: Wiesbaden C.W. Kreidel. Consultado em 24 de Junho de 2014